# Martin Larsson
Martin Larsson (27 de marzo de 1979) es un deportista sueco que compitió en esquí de fondo. Ganó una medalla de bronce en el Campeonato Mundial de Esquí Nórdico de 2007, en la prueba de relevo.

## Palmarés internacional
| Campeonato Mundial | Campeonato Mundial | Campeonato Mundial | Campeonato Mundial |
| Año                | Lugar              | Medalla            | Prueba             |
| ------------------ | ------------------ | ------------------ | ------------------ |
| 2007               | Sapporo (Japón)    | Medalla de bronce  | Relevo 4 × 10 km   |